# Euphoresia annulata
Euphoresia annulata är en skalbaggsart som beskrevs av Louis Burgeon 1942. Euphoresia annulata ingår i släktet Euphoresia och familjen Melolonthidae. Inga underarter finns listade i Catalogue of Life.